# Fugazi (Marillion)
Fugazi è il secondo album in studio del gruppo musicale britannico Marillion, pubblicato il 12 marzo 1984.

## Descrizione
Il cantante e paroliere del gruppo dell'epoca, Fish, spiegò che il termine Fugazi era un'espressione gergale usata dai soldati statunitensi nella Guerra del Vietnam (in effetti si tratta di un acronimo per "Fucked Up, Got Ambushed, Zipped In", "fottuto, preso in imboscata, bloccato").
L'album fu preparato in un momento di tensione, dopo l'espulsione del batterista del disco d'esordio Script for a Jester's Tear, Mick Pointer, alla fine sostituito da Ian Mosley. Anche la produzione non fu apprezzata dai membri del gruppo. Tuttavia, Fugazi ebbe un discreto successo e contribuì a consolidare la visibilità del gruppo sulla scena internazionale, esplosa poi con il successivo Misplaced Childhood. Il primo singolo Punch and Judy (il dramma del divorzio raccontato attraverso il riferimento al giullare Punch del teatro dei burattini inglese e alle sue crudeltà verso la moglie) ottenne un buon successo, ma diversi altri brani (soprattutto il secondo singolo Assassing e la title track) sarebbero poi diventati veri e propri classici del gruppo.
Nel 1998 l'album è stato ripubblicato in edizione rimasterizzata e con l'aggiunta di un secondo CD contenente B-side e demo. I Marillion hanno dichiarato che la nuova masterizzazione ha risolto la maggior parte dei problemi della produzione originale.

## Tracce
Testi di Fish, musiche di Marillion.
1. Assassing – 7:01
2. Punch & Judy – 3:18
3. Jigsaw – 6:46
4. Emerald Lies – 5:08
5. She Chameleon – 6:53
6. Incubus – 8:30
7. Fugazi – 8:02

CD bonus nella riedizione del 1998
1. Cinderella Search (12" Version) – 5:32
2. Assassing (Alternate Mix) – 7:41
3. Three Boats Down from the Candy – 4:01
4. Punch & Judy (Demo) – 3:50
5. She Chameleon (Demo) – 6:34
6. Emerald Lies (Demo) – 5:32
7. Incubus (Demo) – 8:10

Contenuto bonus nell'edizione deluxe
- CD 2 – Live at the Spectrum, Montreal, Canada, 20th June 1984 (Part 1)

1. Assassing – 7:28
2. Punch and Judy – 4:03
3. Jigsaw – 6:34
4. Script for a Jester's Tear – 9:00
5. Chelsea Monday – 8:15
6. Emerald Lies – 5:21
7. Cinderella Search – 5:47
8. Incubus – 9:00

- CD 3 – Live at the Spectrum, Montreal, Canada, 20th June 1984 (Part 2)

1. Charting the Single – 7:02
2. He Knows You Know – 5:56
3. Fugazi – 9:11
4. Forgotten Sons – 11:03
5. Garden Party – 6:35
6. Market Square Heroes – 10:46

- BD

1. Fugazi – 45:45 – audio
2. Live in Montreal 1984 – 45:44 – audio
3. Extra Tracks – 41:16 – audio
4. Documentary: The Performance Has Just Begun – 72:36
5. The Story of the Songs - Track by Track – 35:00
6. Assassing (Promo Video) – 3:40
7. Fugazi (Live Concert for Swiss TV Filmed 1984) – 49:47

## Formazione
Gruppo
- Fish – voce
- Steve Rothery – chitarre
- Pete Trewavas – basso
- Mark Kelly – tastiere
- Ian Mosley – batteria

Altri musicisti
- Chris Karen – percussioni aggiuntive
- Linda Pyke – cori (traccia 6)

Produzione
- Nick Tauber – produzione
- Simon Hanhart – registrazione, missaggio
- Dave Meegan – assistenza tecnica
- Tony Phillips – assistenza tecnica
- Steve Chase – assistenza tecnica
- Arun – mastering

## Classifiche
| Classifica (1984-2021) | Posizione massima |
| ---------------------- | ----------------- |
| Belgio (Fiandre)       | 71                |
| Belgio (Vallonia)      | 31                |
| Croazia                | 37                |
| Germania               | 4                 |
| Paesi Bassi            | 14                |
| Spagna                 | 58                |
| Svezia                 | 23                |
| Svizzera               | 13                |